# Natri laureth sulfat
Natri laureth sunfat, hay natri lauryl ete sunfat (SLES), là một chất hoạt động bề mặt và thuốc tẩy mang điện âm có trong nhiều sản phẩm chăm sóc cá nhân (xà phòng, dầu gội đầu, kem đánh răng,...). Nó có công thức hóa học là CH3(CH2)11(OCH2CH2)nOSO3Na. SLES là chất tạo bọt rẻ và rất hiệu quả. SLES, SLS, ALS và natri pareth sunfat là những chất hoạt động bề mặt được sử dụng trong các loại mỹ phẩm vì đặc tính làm sạch và tạo nhũ của chúng. Những chất này hoạt động tương tự xà phòng.

## Cấu trúc hóa học
Chữ số n của SLES trong công thức hóa học được ghi rõ ngay tên gọi, ví dụ laureth-2 sunfat. Có sự khác nhau về số lượng nhóm etoxi giữa các chất cho nên n ở đây là giá trị trung bình, thường n = 3 với các sản phẩm thương mại. SLES được điều chế bằng cách etoxyl hóa dodecanol. Sản phẩm etoxylat sau đó được chuyển thành hợp chất cơ sunfat (este một lần với axit sunfuric), tiếp theo sẽ được trung hòa để tạo thành muối natri. Một chất hoạt động bề mặt tương tự khác là natri lauryl sunfat (natri dodecyl sunfat hay SLS) cũng được điều chế bằng cách trên, trừ bước etoxyl hóa. SLS và amoni lauryl sunfat (ALS) thường được dùng để thay thế SLES trong các sản phẩm tiêu dùng.

## Độc tính học

### Gây kích ứng
SLES là một chất gây kích ứng như các loại thuốc tẩy khác với độ kích ứng gia tăng theo nồng độ. SLES gây kích ứng da hay mắt khi thử nghiệm trên người và động vật. Chất tương tự SLS là chất gây kích ứng quen thuộc gây nên bệnh viêm da cơ địa (atopic dermatitis), và cuộc nghiên cứu còn đưa ra giả thuyết rằng SLES có thể gây kích ứng sau khi phơi nhiễm kéo dài ở một số người.

### Nguy cơ khác
Bộ Sức khỏe và Lão hóa của Chính phủ Úc và Kế hoạch thông báo và đánh giá các chất hóa học công nghiệp quốc gia (NICNAS) của Chính phủ nước này đã xác nhận SLES không tương tác với DNA.

### Ô nhiễm 1,4-đioxan
Một số sản phẩm chứa SLES bị phát hiện có chứa dấu vết (lên đến 279 ppm) 1,4-đioxan; điều này là do có sản phẩm phụ tạo ra ở bước etoxyl hóa trong quá trình tổng hợp. Cục Quản lý Thực phẩm và Dược phẩm Hoa Kỳ khuyến cáo ở mức độ này nên được kiểm soát. Cơ quan Bảo vệ Môi sinh Hoa Kỳ xếp 1,4-đioxan vào nhóm có nguy cơ gây ung thư cho người (không thấy khi nghiên cứu dịch tễ các công nhân có sử dụng chất này, nhưng đã quan sát được các ca ung thư khi thử nghiệm trên động vật), và là chất gây kích ứng với mức có tác dụng phụ không quan sát được vào khoảng 400 mg/m³ ở nồng độ cao hơn đáng kể so với các sản phẩm bán ngoài thị trường. Theo Dự luật số 65, 1,4-đioxan được xếp vào chất gây ung thư ở bang California. FDA khuyến khích các nhà sản xuất nên loại bỏ 1,4-đioxan, mặc dù điều này không được nhắc đến trong bộ luật liên bang.